# Ben Davis (manzana)
Ben Davis es el nombre de una variedad cultivar de manzano (Malus domestica). 
Está cultivado en el repositorio "Tidnor Wood National Collection® of Malus (Cider making)" ubicado en Escocia.

## Sinónimos
- "Baltimore Pippin",
- "Baltimore Red",
- "Baltimore Red Streak",
- "Ben Devis",
- "Carolina Red Cheek",
- "Carolina Red Streak",
- "Funkheuser",
- "Funkhouser",
- "Hutchinson's Pippin",
- "Joc Allen",
- "Joe Allen",
- "Kentuck Pippin",
- "Kentucky",
- "Kentucky Pippin",
- "Kentucky Red Streak",
- "Kentucky Streak",
- "New York Pippin",
- "New-York Pippin",
- "Pepin de NewYork",
- "Red Pippin",
- "Robinson's Streak",
- "Tenan Red",
- "Victoria Pippin",
- "Victoria Red",
- "Virginia Pippin".[4]

## Historia
'Ben Davis' fue encontrado como plántula silvestre por Bill Davis en 1799 en Virginia o Carolina del Norte y trasplantado al condado de Butler, Kentucky (EE. UU.). Sin embargo, no fue hasta algún momento en la década de 1840 cuando el capitán Ben Davis tomó los esquejes del árbol y los usó para establecer un huerto. A partir de ahí, su popularidad creció, y en un cuarto de siglo, la 'Ben Davis' se convirtió en una variedad importante en gran parte de los Estados Unidos porque se almacena bien y resiste los golpes y se cultivó en todo Estados Unidos bajo una larga lista de nombres locales. La paternidad probablemente se encuentre en un núcleo de manzana olvidado hace mucho tiempo y sea prácticamente imposible de determinar por medios convencionales.
'Ben Davis' se cultiva en la colección de variedades de manzanos para sidra de "Tidnor Wood National Collection® of Malus (Cider making)" con el número de accesión: 1967 - 061 y Accession name: Ben Davis.

## Características

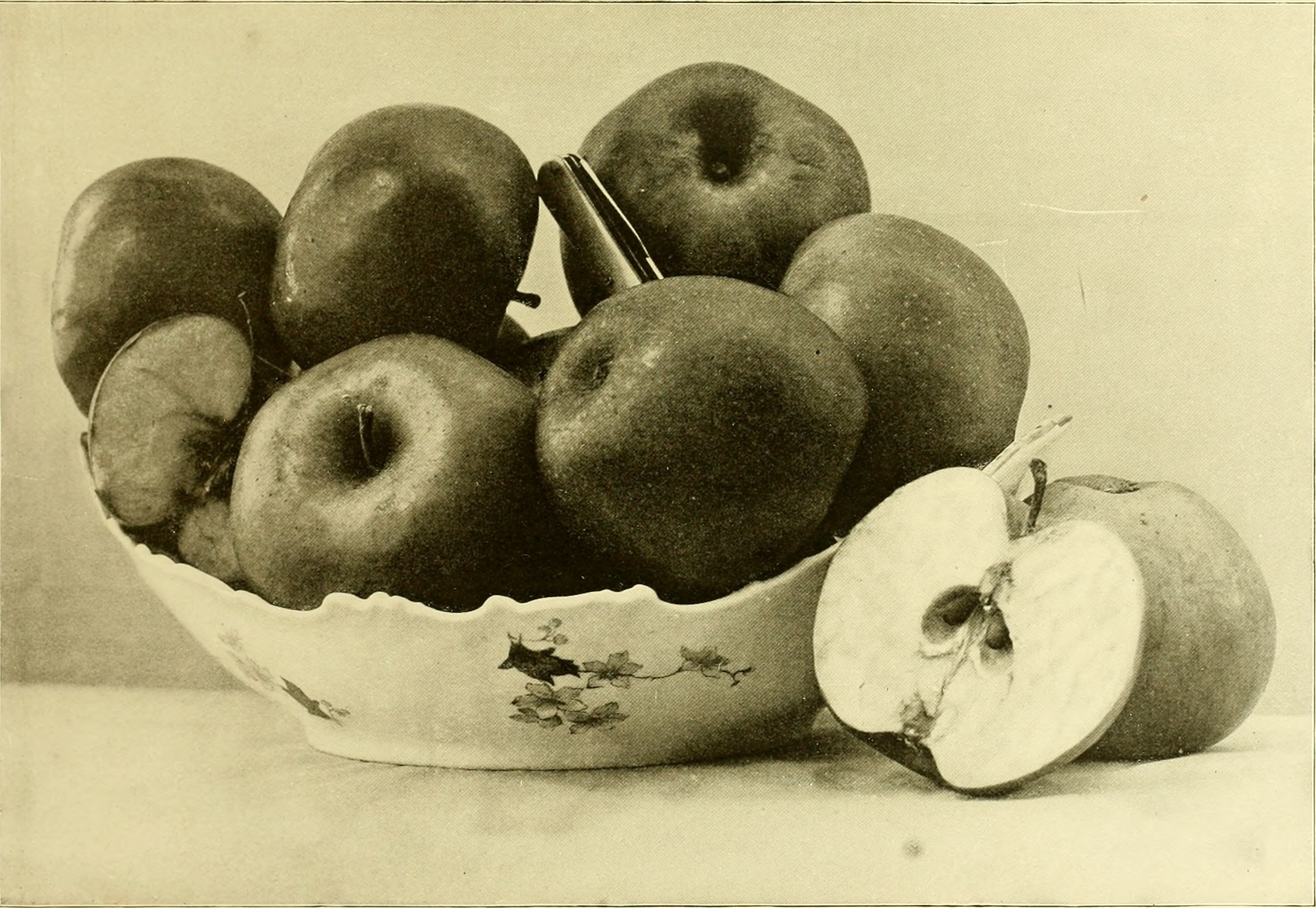
La Manzana 'Ben Davis' seccionada.

'Ben Davis' árbol erguido, vigoroso, redondo y de extensión extendido. Comienza a producir fruta cuando aún es joven y lo hace anualmente con carga de fruta. Adecuado para zonas de resistencia USDA Hardiness Zones mínima 4- máxima 8, pero necesita una larga temporada de crecimiento para madurar completamente. Tiene un tiempo de floración que comienza a partir del 9 de mayo con el 10% de floración, para el 14 de mayo tiene una floración completa (80%), y para el 24 de mayo tiene un 90% caída de pétalos.
'Ben Davis' tiene una talla de fruto de media a grande; forma cónica redondeada, a menudo asimétrica; Archivado el 14 de junio de 2020 en Wayback Machine. con nervaduras medias; piel dura, gruesa, lisa, cerosa; epidermis con color de fondo amarillo brillante, con un sobre color rojo, importancia del sobre color alto, y patrón del sobre color chapa/rayas, presentando chapa con rubores y rayas rojas brillantes, acusa punteado abundante, marrones pequeños pero distintos, y con "russeting" (pardeamiento áspero superficial que presentan algunas variedades) muy bajo; pedúnculo de tamaño mediano largo, fino, y está colocado en una cavidad profunda que a veces está oxidada; carne de color blanca con algunos matices de amarillo, de grano grueso; textura jugosa; sabor dulce y ligeramente ácido, pero a menudo seco y lanoso.
Su tiempo de recogida de cosecha se inicia a mediados de octubre. Resiste golpes y las consecuentes lesiones.
'Ben Davis' es el parental-madre de la variedades cultivares de manzana:
- Cortland[4]

'Ben Davis' es origen de Desportes, nuevas variedades de manzana:
- Black Ben Davis[4]

## Usos
Pasable como una manzana fresca para comer, así mismo hace una buena salsa de manzana. A menudo se usa para hacer rodajas de manzana secas.

## Ploidismo
Diploide, auto estéril. Grupo de polinización: D, Día 15.

## Susceptibilidades
- Sarna del manzano: ataque medio
- Antracnosis: ataque medio
- Fuego bacteriano: ataque débil
- Oidio: no presenta
- Pulgones: no presenta